# パウル・レヴィ
パウル・レヴィ（ドイツ語: Paul Levi、1883年3月11日 - 1930年2月9日）は、ドイツの政治家。
1919年1月のスパルタクス団蜂起でローザ・ルクセンブルクとカール・リープクネヒトが殺害された後、ドイツ共産党（KPD）党首に就任。党から一揆主義者を追放し、ドイツ社会民主党(SPD)の反指導部層との「統一戦線戦術」を推し進めたが、コミンテルンによるイタリア社会党に対する分裂工作に反対したため失脚。1921年3月の「3月闘争」を一揆主義と批判したことでレーニンの不興を買って除名された。除名後は共産主義労働者団(KAG)結成を経て独立社会民主党（USPD）に参加。同党が社会民主党に合流した後には同党内の左派陣営の指導者となった。

## 来歴

### 前半生
プロイセン王国ホーヘンツォレルン県ヘシンゲンの裕福なユダヤ人商家に生まれる。シュトゥットガルトのギムナジウムに学ぶ。1906年にはフランクフルトで弁護士として働き、同年ドイツ社会民主党（SPD）にも入党。ローザ・ルクセンブルクやカール・リープクネヒトと共に党内左派を形成するが、1913年以降ルクセンブルクの弁護を請け負うようになる。1914年にはフランクフルト市議会議員に社民党から出馬し、初当選を果たす。
スパルタクス団の前身である「国際派」の結成に繋がる、1915年3月の集会では代表委員を務めた。翌月徴兵され、フォスゲスに送られる事となる。1916年に除隊するとスイスに定住、カール・ラデックやグリゴリー・ジノヴィエフ、ウラジーミル・レーニンと親交を結ぶ。その後ツィンマーヴァルト左派に属し「新インターナショナル」結成に尽力、「ハルシュタイン」の筆名で執筆活動を行った。封印列車でドイツを旅行中、レーニン及びロシア革命に賛同する宣言に署名。
十月革命以後はドイツに戻り、1918年3月よりベルリンでスパルタクス団の機関紙の編集者となった。同年12月30日から翌31日にかけて行われたドイツ共産党設立集会に際しては、「全国会議」に関する議論を採用。1919年1月にスパルタクス団蜂起を引き起こす事となる、革命的オプロイテやドイツ独立社会民主党(USPD)と共に革命委員会を支持していた、リープクネヒトやヴィルヘルム・ピークの主導権には、共産党中央委員会の大多数と同様に批判的であった。

### 共産党党首

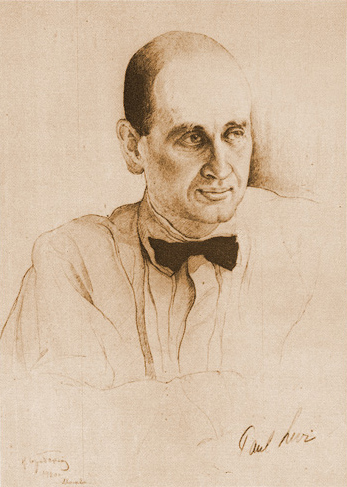
コミンテルン第2回世界会議にて（1920年）

1919年1月のスパルタクス団蜂起の後、共産党の指導者であったローザ・ルクセンブルクやカール・リープクネヒト、レオ・ヨギヘスが殺害されると、代わって共産党の党首に就任した。レヴィはルクセンブルクの信奉者であり、党の多数を占める極左分子の一揆主義には反対していた。
共産党は結党以来レーテ全権掌握を要求して議会政治を拒否する立場だったので選挙参加をボイコットしてきたが、レヴィはこれを修正する必要があると感じていた。そのため1919年10月に非合法裡に開いた第2回共産党大会でレヴィは党の新方針を定めた。その中で「党は基本的には、いかなる政治的手段をも断念することはない。選挙参加もそのような手段としては問題となる」と論じて国会選挙参加方針を打ち出した（党内の反発を抑えるため、「選挙参加戦術は議会政治容認ではなく革命的闘争への準備段階にすぎない」と定義している）。また党は中央集権的組織でなければならないとし、「方針に賛成しない党員は党から排除される」と定めた。
一揆主義者はこのレヴィの新方針に反発し、続々と共産党から離党した。分裂前には10万7000人を数えた党員数は、この分裂によって半分にまで落ち込んだ。特にベルリンの党員は反レヴィ派が多かったので大多数が離党している。この際の離党者たちは1920年4月にドイツ共産主義労働者党(KAPD)として結集することになる。
1920年3月のカップ一揆時には投獄を余儀無くされた。
1920年6月の国会選挙には共産党が初めて参加したが、共産党の獲得票は44万6000票でレヴィとクララ・ツェトキンの2議席を得たにとどまった。

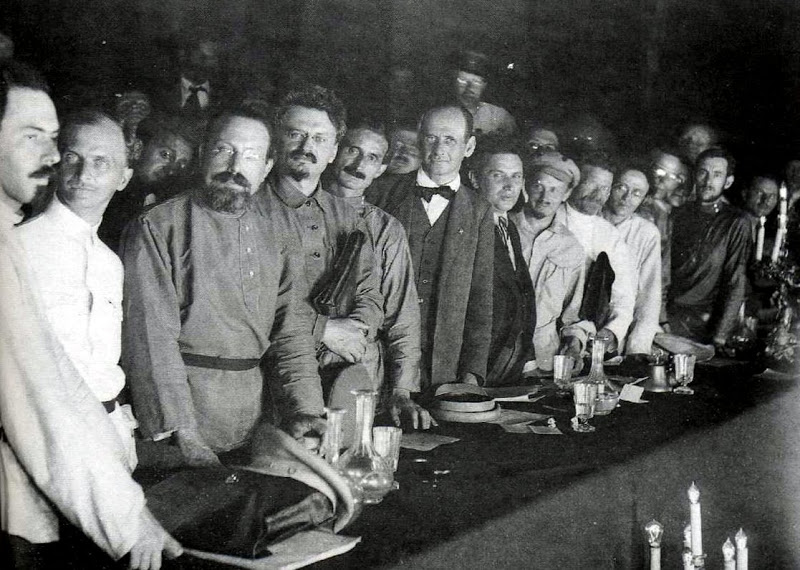
1920年のコミンテルン第2回世界会議に出席した際のレヴィ(中央の蝶ネクタイの人物)

1920年7月から8月にモスクワで開かれたコミンテルンの第2回世界会議ではドイツの代表団長を務めるが、その席上でKAPDの代議員の存在に危機感を表明した。またこの会議には独立社民党も出席していたが、同党はこの席上コミンテルンに参加する条件として21か条を突き付けられた。それを受け入れるかどうかを巡って独立社民党内で右派と左派の対立が深まった。この独立社民党の左派勢力は共産党と大差がなく、とりわけ一月蜂起以降は共産党がレヴィの指導下に右派的な方針を取るようになったため、意見の違いがほとんど見られなくなっていた。そのため独立社民党左派の間に共産党との合流の機運が高まった。10月の独立社民党大会は、コミンテルンがあらかじめ多数派工作を行っていたため、コミンテルン参加と共産党との合同が決議された。
1920年12月4日から7日にかけて開かれた共産党と独立社民党左派の合流大会において共産党は「ドイツ統一共産党」(Vereinigte Kommunistische Partei Deutschlands, 略称VKPD)と改名した（1921年8月の党大会で「ドイツ共産党」の党名に戻っている）。新たな中央部には議長としてレヴィと独立社民党から移ってきたエルンスト・ドイミヒが共同で就任した。レヴィのあくまで直接的な革命とは距離を置き、広範な層の労働者と連帯しようという立場が、449,700名もの党員を擁する大政党を作る原動力となったといえる（ただし合同に反対する独立社民党右派は独立社民党に留まることになり、結局共産党へ移った独立社民党員は党員80万人のうち30万人、国会議員では4分の1にとどまっている）。
さらにレヴィは1921年1月に労働組合や社民党・独立社民党の組織との「統一戦線戦術」を打ち出し、共同活動のための最低綱領を「公開書簡」としてまとめ、その中に「賃金をインフレに適応させること」「プロレタリアの自衛組織を作ること」「ロシアとの関係を認めること」「経営レーテによる生産管理」などの条件を盛り込んだ。社民党執行部はこれを拒否したが、社民党の地方機関では公開書簡に基づく共同活動に賛成する者が多かったため、レヴィは社民党執行部の拒否の書簡を公表して統一戦線の宣伝をつづけた。
しかしその直後にレヴィが失脚する事件が発生した。

### 失脚と除名
コミンテルンに参加していたイタリア社会党（PSI）の1921年初めのリヴォルノ会議に出席。コミンテルンの代議員であるラーコシ・マーチャーシュらから支援を得て、イタリア共産党（PCI）結成に動き出していた、アントニオ・グラムシやアマデオ・ボルディガらの派閥に批判的なジアチント・メノッティ・セッラティ支持を打ち出す。その後ラーコシはドイツにやって来てドイツ共産党に支持を求めたが、そこでレヴィは公然たるラーコシ批判を行った。レヴィはコミンテルンによるイタリア社会党分裂工作はセクトの利益のために大衆政党の発展を妨げていると考えていた。
しかし共産党内におけるコミンテルンの権威は絶対であったので、ラーコシを批判したレヴィは「調停派」「日和見主義者」とのレッテルを貼られるようになった。イタリアを巡る中央委員会での議論を経て、レヴィやその支持者はラデックやラーコシの反対に遭い、投票権を失う。1921年初に共産党議長を退任、この時共同議長を務めていたドイミヒやクララ・ツェトキンも同職を降りており、オットー・ブラスやアドルフ・ホフマンも中央委員会から退陣した。
代わって共産党の指導者となったハインリヒ・ブランドラーは、コミンテルンから派遣されたハンガリー革命家クン・ベーラの指示を受けて1921年3月に共産党が優勢な鉱山都市マンスフェルトを中心に3月闘争と呼ばれる武装蜂起を起こした。マンスフェルトを数日間支配することに成功したものの、中央政府が派遣してきた軍に掃討され、壊滅的失敗に終わった。
これを見たレヴィは小冊子『我々の道、一揆主義に抗して（Unser Weg. Wider den Putschismus）』を発刊して、3月闘争を一揆主義と批判し、それを扇動したコミンテルンやボルシェヴィキも批判した。しかし4月の中央委員会総会は「3月闘争は1919年闘争のごとき一揆主義ではなかった」とする見解を採択し、レヴィを中央委員会から追放した。
5月に入るとツェトキンがレーニンを説得して3月闘争の失敗を認めさせ、クン・ベーラら攻勢主義者に有罪が申し渡されたが、レヴィの復権は認められなかった。その理由についてレーニンは「レヴィの言うことはすべて正しい。しかし彼は小冊子を書くことで党への裏切りを犯した」と述べている。
1921年6月から7月にかけてのコミンテルン第3回世界大会は、3月闘争について誤謬があったとしつつも「自らの力で革命の進展に関与し、革命を促進し、それによって大衆に対する指導権を獲得しようとした最初の試み」と評価し、コミンテルンやロシア共産党への批判は許さず、レヴィの除名を承認した。

### 晩年と死後
共産党除名後、1921年のイエナ会議で同党を除名された支持者と共産主義労働者団（KAG）を結成し、共産党所属の国会議員12名が参加した。
1922年1月に共産党多数派に反対して除名されたドイミヒ、ハインリヒ・マルツァーン、オットー・ブラース、アドルフ・ホフマンらも共産主義労働者団に参加した。
1922年春に共産主義労働者団はドイツ独立社会民主党に参加した。さらに同年9月に独立社民党は一部の者を残してドイツ社民党に合流した。レヴィもこの流れに属した。
社民党復帰後も第30区(ケムニッツ＝ツヴィッカウ)から国会議員に当選しつづけた。社民党復帰後はボリシェビキ批判を強めるようになった。しかしユダヤ人の血を引くため右翼勢力から反ユダヤ主義キャンペーンの標的にされ、アドルフ・ヒトラー以下ナチス批判を行った事でも知られる。
1930年2月9日にベルリンの自宅の5階屋根裏の窓から転落したことで落命した。現職国会議員レヴィの訃報に接し国会は1分の黙祷を捧げたが、共産党とナチスの国会議員団は追悼を拒否してこれ見よがしに退席している。